# Alicia Remirez

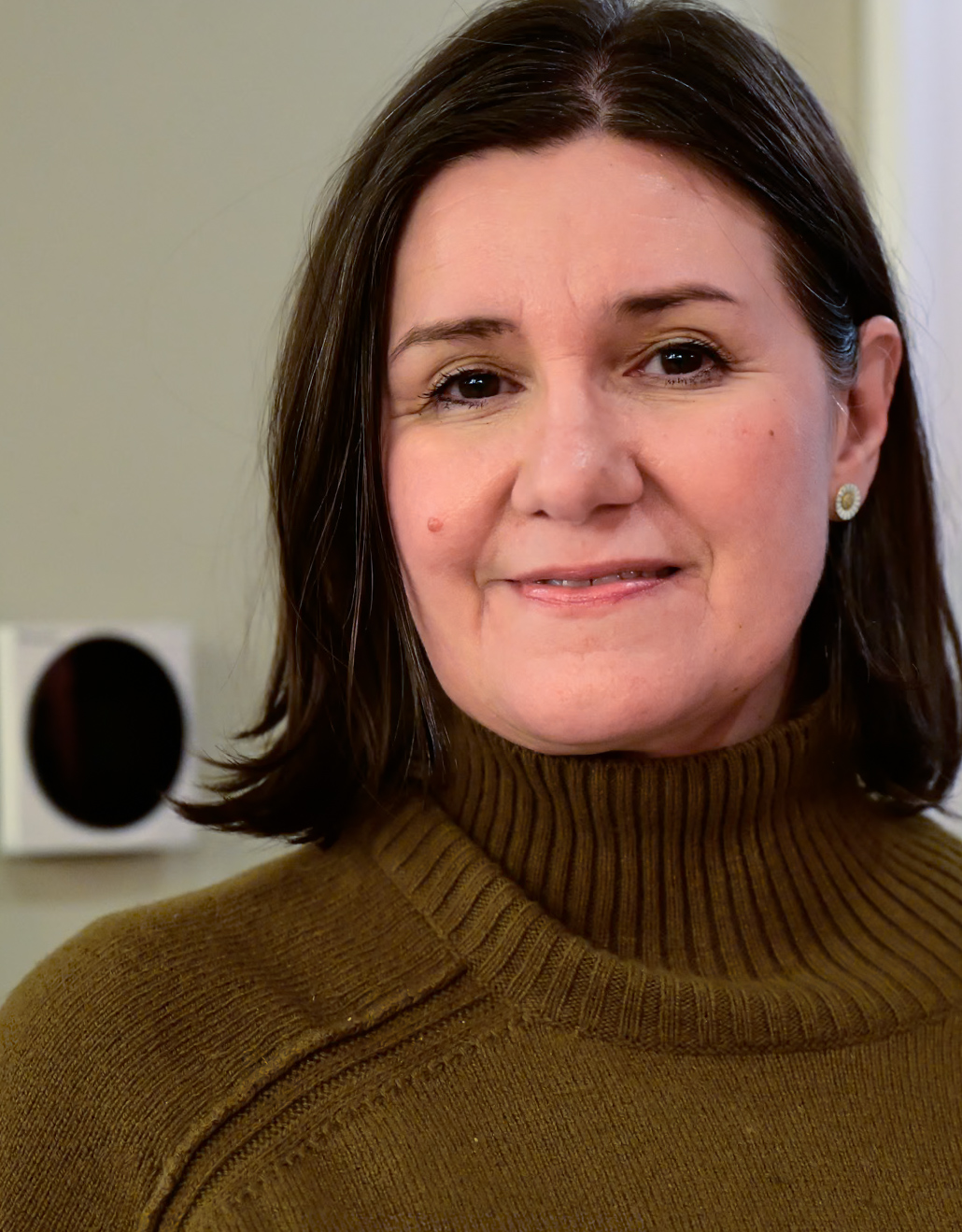
Alicia Remirez

Alicia Remirez (* 1965 in Madrid) ist eine deutsche Filmproduzentin.

## Leben
Alicia Remirez wuchs in Bonn auf, verbrachte nach dem Abitur ein Jahr in New York und studierte dann Literaturwissenschaft an der Friedrich-Wilhelms-Universität Bonn  und an der Freien Universität Berlin. Zudem machte sie ihren Masterabschluss an der University of Sussex. Von 1993 bis 2007 arbeitete sie bei Sat.1, zunächst als Redakteurin und ab 2004 als stellvertretende Geschäftsführerin. Von 2007 bis 2009 war Remirez Produzentin bei Producers at Work, einem Tochterunternehmen von Sat.1, und ist seit 2010 bei Ninety-Minute Film tätig. Zum 1. September 2015 wechselte Alicia Remirez als Produzentin zu UFA Fiction, zum 1. August 2018 dann als Produzentin und Geschäftsführerin zu OLGA Film.

## Filmografie (Auswahl)
- 1998: Natalie III – Babystrich online
- 1999: Die Entführung
- 2001: Der Tunnel
- 2003: Das Wunder von Bern
- 2005: NVA
- 2006: Der Rote Kakadu
- 2008: Märzmelodie
- 2010: Das geteilte Glück
- 2011: Restrisiko
- 2012: Willkommen im Krieg
- 2014: Mona kriegt ein Baby
- seit 2016: Ein starkes Team